# Chairlift
Chairlift fue una banda estadounidense de synth pop. La banda se formó en Brooklyn, Nueva York, compuesta por los miembros Aaron Pfenning (letras/voz/equipos electrónicos/guitarra), Caroline Polachek (letras/voz/pandereta/sintetizador) y Patrick Wimberly (batería/bajo/guitarra/teclados/producción), pero Aaron Pfenning salió del grupo en 2010.

## Historia
Chairlift se formó inicialmente como un proyecto entre Aaron Pfenning y Caroline Polachek en la Universidad de Colorado donde se conocieron en una clase de Economía en 2003. De ahí también desarrollaron una buena amistad y se compenetraron musicalmente. En abril de 2006, acompañados del bajista Kyle McCabe, Chairlift grabó el principio del EP Daylight Savings en el estudio New Monkey en Los Ángeles, California.
En agosto de 2006 Chairlift se trasladó a Williamsburg, Brooklyn. Allí se unió a la banda Patrick Wimberly a comienzos de 2007. Más tarde en junio de 2007 firmaron un contrato discográfico con Kanine Records.
Aaron ha afirmado que sacó el nombre del grupo dentro de una lista de posibles nombres recopilados y guardados en una carpeta del ordenador de Caroline.

## Comercial de iPod
En 2008 su canción Bruises fue presentada en el anuncio publicitario que lanzó la cuarta generación del iPod Nano.

## Discografía

### Álbumes
- Daylight Savings - Lanzamiento individual - junio de 2007
- Does You Inspire You[6] - Kanine Records - 11 de septiembre de 2008
- Something - marzo de 2012
- Moth - enero de 2016

### Sencillos
- "Evident Utensil" (2007)
- "Bruises" (2008; Reino Unido #50, Estados Unidos #101)
- "Amanaemonesia" (2011)
- "Met Before" (2012)
- "Chi-Ching" (2015)
- "Romeo" (2015)
- "Crying in public" (2016)
- "Moth to the flame" (2016)

## Videografía
- Evident Utensil, director: Ray Tintori[7]
- Bruises, director: Thimothy Saccenti[8]
- Planet Health
- Amanaemonesia, director: Caroline Polachek & Tom Hines[9]